# Phyllonorycter trinotella
Phyllonorycter trinotella är en fjärilsart som först beskrevs av Braun 1908.  Phyllonorycter trinotella ingår i släktet guldmalar, och familjen styltmalar. Inga underarter finns listade i Catalogue of Life.